# Лазутко, Фёдор Иванович
Фёдор Иванович Лазутко — советский хозяйственный, государственный и политический деятель, Герой Социалистического Труда.

## Биография
Родился в 1913 году на хуторе Прикубанском. Член КПСС.
С 1929 года — на хозяйственной, общественной и политической работе. В 1929—1974 гг. — ездовой колхоза «Красный огородник» Краснодарского края, бригадир овощеводов, председатель сельскохозяйственной артели имени Чкалова, участник Великой Отечественной войны, бригадир колхоза «Сопка Героев» Крымского района Краснодарского края.
Указом Президиума Верховного Совета СССР от 30 апреля 1966 года присвоено звание Героя Социалистического Труда с вручением ордена Ленина и золотой медали «Серп и Молот».
Умер на хуторе Адамовском в 1979 году.